# Artocarpus longifolius
Artocarpus longifolius là một loài thực vật có hoa trong họ Moraceae. Loài này được Becc. mô tả khoa học đầu tiên năm 1902.